# Целла-на-Рёне
Целла-на-Рёне (нем. Zella/Rhön) — община в Германии, в земле Тюрингия. 
Входит в состав района Вартбург. Подчиняется управлению Дермбах.  Население составляет 452 человека (на 31 декабря 2010 года). Занимает площадь 1,71 км².

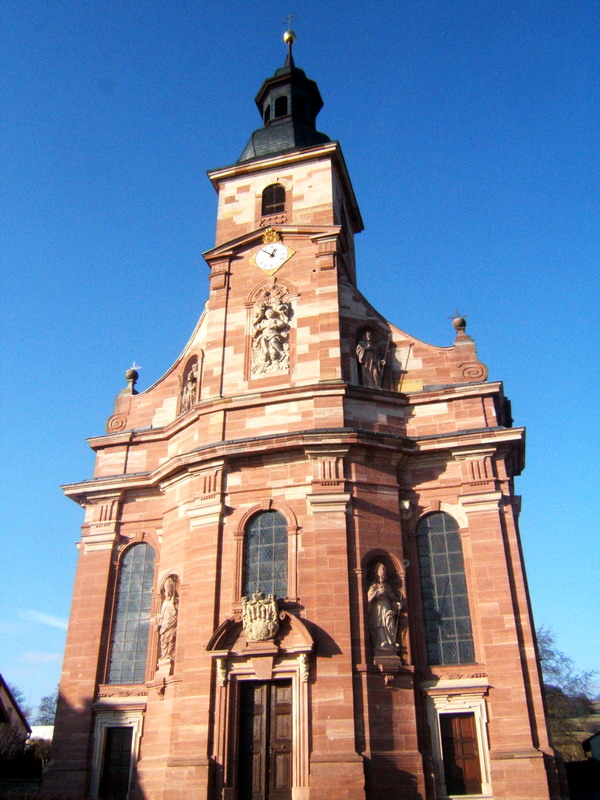
Церковь

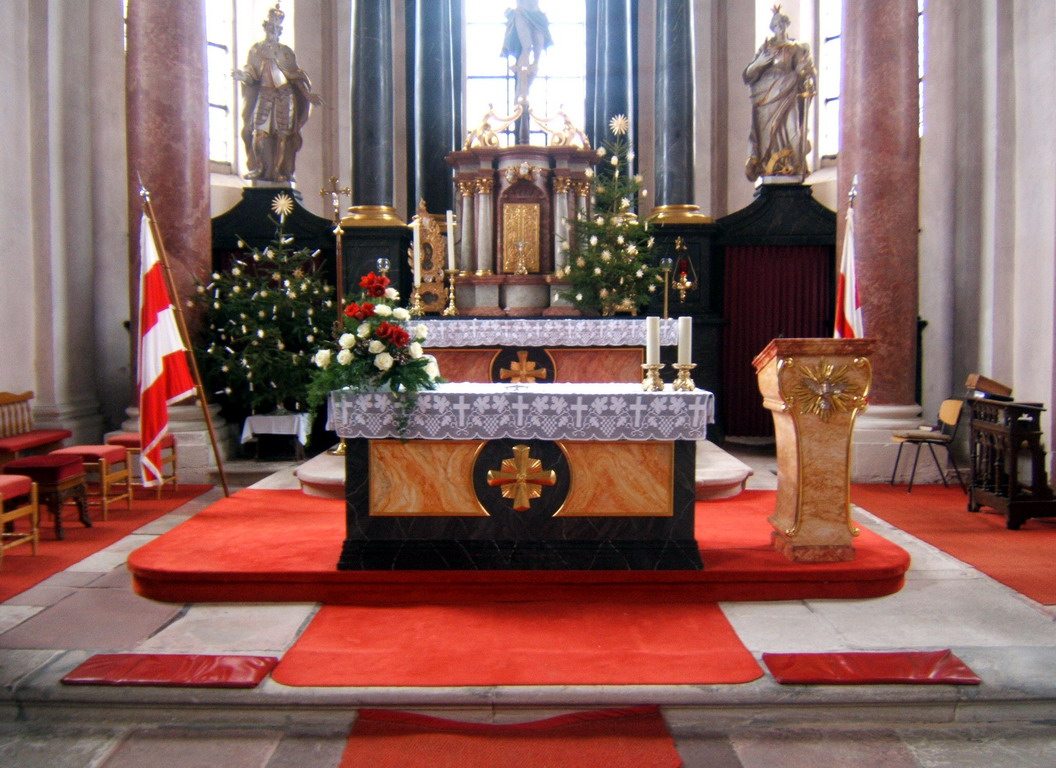
Церковь